# Cratere Li Shizhen
Li Shizhen è un piccolo cratere lunare di 0,4 km situato nella parte sud-orientale della faccia nascosta della Luna.